# Masta Wu
Woo Jin-won (coreano: 우진원, nascido em 25 de outubro de 1978), melhor conhecido por seu nome artístico Masta Wu (coreano: 마스타 우), é um rapper, compositor e produtor sul-coreano. Seu nome artístico anterior foi Ginnwon. Ele também fez parte do projeto de Hip Hop YMGA.

## Carreira
Após ser um rapper underground, Woo assinou contrato com a YG Entertainment. Seu primeiro álbum, Masta Peace, foi lançado em 2003 e seu segundo álbum Brand Wu no ano de 2007. Em 2014, tornou-se um dos produtores do programa de talentos Show Me The Money 3.
Ele escreveu diversas canções para seus companheiros de gravadora, como para o projeto Hi Suhyun, para a solista Lee Hi e o girl group 2NE1. Em abril de 2015, haviam 74 canções creditadas em seu nome na Korea Music Copyright Association. Em 2016, anunciou sua saída da YG Entertainment para estabelecer sua própria gravadora.

## Discografia

### Álbuns
- Masta Peace (2003)
- Brand Wu Year (2007)

### Canções que entraram nas paradas musicais
| Ano  | Título                          | Melhor posição | Vendas             |
| Ano  | Título                          | COR            | Vendas             |
| ---- | ------------------------------- | -------------- | ------------------ |
| 2007 | "Don't Stop" (feat. Jinu)       | 43             | 1,261 (físico)     |
| 2014 | "Come Here" (feat. Dok2, Bobby) | 8              | 169,275+ (digital) |